# Raymond F. Jones
Raymond Fisher Jones (* 15. November 1915 in Salt Lake City; † 24. Januar 1994 in Sandy, Utah) war ein US-amerikanischer Science-Fiction-Autor. Er veröffentlichte auch unter dem Pseudonymen David Anderson.

## Leben
Jones entwickelte schon als Jugendlicher eine Vorliebe für SF. Er besuchte High School und College und machte eine Ausbildung als Rundfunktechniker, arbeitete dann aber als Installateur von Vermittlungstechnik für Western Electric. 1940 hatte er geheiratet und wurde Angestellter beim Wetterdienst. Die Erfahrungen aus dieser Zeit flossen in einige seiner Erzählungen ein. Während des Zweiten Weltkriegs arbeitete er dann als Rundfunktechniker in Baltimore. Nach seiner Rückkehr in den Westen, wo er sich mit seiner Familie in Phoenix, Arizona, niederließ, begann er als freier Schriftsteller zu arbeiten.
1941 erschien seine erste Kurzgeschichte, die Erzählung Test Of The Gods, in der Septemberausgabe von Astounding Science Fiction. In diesem Magazin veröffentlichte er auch einen Gutteil seiner Storys. Nach weiteren Kurzgeschichten in den beiden folgenden Jahren veröffentlichte er 1944 seinen ersten Roman. In vier Folgen brachte Astounding Science Fiction Renaissance (auch: Man Of Two Worlds), einen Parallelweltenroman, heraus.
Bekannt wurde er aber durch seinen 1952 erschienenen Roman This Island Earth. Dieses Werk wurde 1955 von Josef Newman verfilmt (in Deutschland lief er unter dem Titel Metaluna IV antwortet nicht). Der Roman ist ein Fix-up der bereits 1949/1950 in Thrilling Wonder Stories erschienenen Peace-Engineers-Geschichten The Alien Machine, The Shroud Of Secrecy und The Greater Conflict. Die deutsche Ausgabe von This Island Earth wurde vom Übersetzer Walter Ernsting dem Film angepasst, der zwar nach dem Buch gedreht wurde, aber besonders gegen Ende stark von der Vorlage abweicht.
Anfang der 1960er Jahre wurden dann seine Veröffentlichungen seltener und erst Anfang der 1970er Jahre schrieb Jones wieder SF. Diese Phase ist aber von eher anspruchslosen Unterhaltungstexten geprägt. Mit seinen Klassikern hat er sich aber durchaus Verdienste erworben und die Geschichte der SF mitgestaltet.

## Bibliographie
This Island Earth (Serie)
- The Alien Machine (1949, Kurzgeschichte)
- The Shroud of Secrecy (1949, Kurzgeschichte)
- The Greater Conflict (1950, Kurzgeschichte)
- This Island Earth (1952)
  - deutsch: Insel zwischen den Sternen. Pabel (Utopia Grossband #37), 1956.

Ron Barron (Serie)
- 1 Son of the Stars (1952)
  - deutsch: Sohn der Sterne. AWA (Astron-Bücherei), 1957.
- 2 Planet of Light (1953)

Martin Nagle (Kurzgeschichten-Serie)
- Noise Level (1952)
- Trade Secret (1953)
- The School (1954)

Romane
- Renaissance (1944, 1951, auch als Man of Two Worlds, 1963)
  - deutsch: Der Mann zweier Welten. Moewig (Terra Taschenbuch #130), 1967.
- The Alien (1951)
  - deutsch: Das Erbe der Hölle. Moewig (Terra Sonderband #14), 1959.
- The Secret People (1956, auch als The Deviates, 1959)
  - deutsch: Experiment Genetik. Semrau (Der Weltraumfahrer #6), 1958.
- The Year When Stardust Fell (1958)
  - deutsch: Sternenstaub. Pabel (Utopia Grossband #124), 1960.
- The Cybernetic Brains (1962)
- Voyage to the Bottom of the Sea (1965)
- Syn (1969)
- Moonbase One (1972)
- Renegades of Time (1975, auch gekürzt als The Lost Ones, 1978)
- The King of Eolim (1975)
- The River and the Dream (1977)
- Weeping May Tarry (1978) with Lester del Rey

Sammlungen
- The Toymaker (1951)
- The Non-Statistical Man (1964)
  - deutsch: Außenseiter dieser Welt. Moewig (Terra #534), 1967.
- Two Worlds of Raymond F. Jones (2009)
- Raymond F. Jones Resurrected: Selected Science Fiction Stories of Raymond F. Jones (2012)

Kurzgeschichten
- Test of the Gods (1941)
- Starting Point (1942)
- Swimming Lesson (1943)
- Pacer (1943)
- Fifty Million Monkeys (1943)
- Utility (1944, als David Anderson)
- Correspondence Course (1945)
- Deadly Host (1945)
- Black Market (1946)
- Forecast (1946)
- The Cat and the King (1946)
- The Toymaker (1946)
- The Seven Jewels of Chamar (1946)
- Pete Can Fix It (1947)
- The Martian Circe (1947)
- The Model Shop (1947)
- The Person from Porlock (1947)
- The Children's Room (1947)
- Production Test (1949)
- Outpost Infinity (1950)
- Encroachment (1950)
- Regulations Provide (1950)
- Portrait of Narcissus (1950)
- Sunday is Three Thousand Years Away (1950)
- The Cybernetic Brains (1950)
- Discontinuity (1950)
- Tools of the Trade (1950)
- … Divided We Fall (1950)
- A Stone and a Spear (1950)
- I Tell You Three Times (1951)
- "… As Others See Us" (1951)
- Alarm Reaction (1951)
- Seed (1951)
- The Wrong Side of Paradise (1951)
- The Farthest Horizon (1952)
- Collision (1952)
- Doomsday's Color-Press (1952)
  - deutsch: Die Psycho-Gleichung. In: Ivan Howard (Hrsg.): Flucht zur Erde. Moewig (Terra #452), 1966.
- Canterbury April (1952)
- The Moon Is Death (1953)
  - deutsch: Die tödlichen Steine. In: Außenseiter dieser Welt. 1967.
- Intermission Time (1953)
- The Colonists (1954)
  - deutsch: Härtetest. 1981.
- The Unlearned (1954)
- The Gift of the Gods (1955)
- Cubs of the Wolf (1955)
- Human Error (1956)
- Academy for Pioneers (1956)
- The Non-Statistical Man (1956)
  - deutsch: Außenseiter dieser Welt. In: Außenseiter dieser Welt. 1967.
- The Thinking Machine (1956)
- A Matter of Culture (1956)
- The Gardener (1957)
- The Star Dream (1957)
- The Strad Effect (1958)
- The Memory of Mars (1961)
- The Great Gray Plague (1962)
- Stay Off the Moon! (1962)
- Rider in the Sky (1964)
- Rat Race (1966)
- Subway to the Stars (1968)
- A Bowl of Biskies Makes a Growing Boy (1973)
  - deutsch: Was ein Junge braucht, um groß und stark zu werden. In: Roger Elwood (Hrsg.): Jenseits von morgen. Ueberreuter, 1976, ISBN 3-8000-3137-X.
- The Laughing Lion (1973)
- The Lights of Mars (1973)
- The Lions of Rome (1973)
- Time Brother (1973)
- Pet (1973)
- Flauna (1974)
- Reflection of a Star (1974)
- The Touch of Your Hand (1974)
- Pacer (1974)
  - deutsch: Der beste Mann. In: Roger Elwood (Hrsg.): Reise in die Unendlichkeit. Boje Science Fiction, 1976, ISBN 3-414-13000-9.
- The Rebels of Emperia (1978)
- The Star Prince (1978)
- Death Eternal (1978)